# Rudolf Reuter (Schiffbauer)
Marcus August Rudolf Reuter (* 2. Dezember 1834; † 25. September 1871) war ein deutscher Schiffbaumeister und Unternehmer.

## Leben

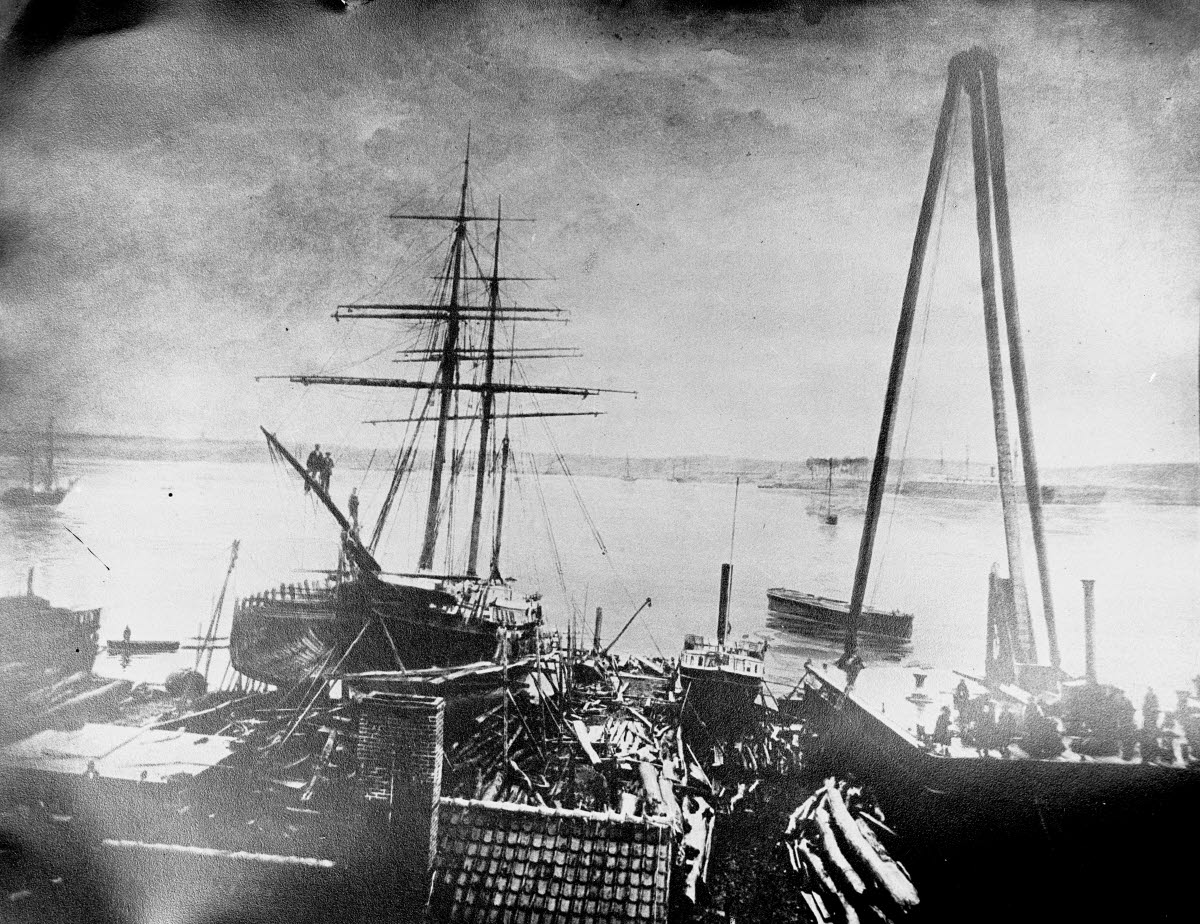
Werft Reuter & Ihms an der Damenstraße (heute Wall / Seegarten), etwa 1870

Rudolf Reuter war der zweite Sohn des Orgelbauers Andreas Reuter, sein Bruder war Conrad Reuter. Er war verheiratet mit Henriette Johanna Dorothea geborene Boysen (1840–1926) aus Itzehoe.
Reuter war Mitbegründer der Schiffbauwerkstatt Reuter & Ihms in Kiel (1842–1885), die 1889 in der Howaldtswerke AG aufging. Zum damaligen Werftgelände am Seegarten (Westufer) erwarb er noch das Gelände nördlich der Schwentinemündung als Betriebserweiterung für den Eisenschiffbau, auf der Georg  Howaldt 1876 mit seiner Schiffswerft begann, verunglückte aber noch vor Ausführung seiner Pläne 1871 bei einem Bootsunfall.

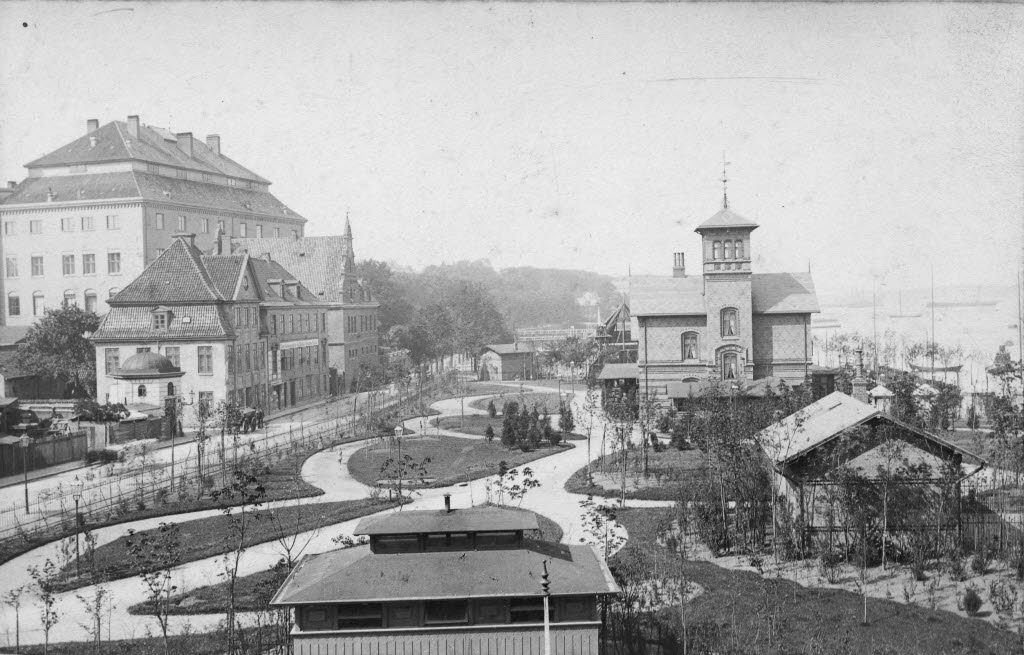
Der Seegarten in den 1890ern

1889 entschied sich die Stadt Kiel zur Errichtung einer öffentlichen Gartenanlage mit Anlegebrücken, Fährhalle und dem Restaurant „Seegarten“ auf dem früheren Werftgelände.